# Fokker D.VI
A Fokker D.VI német gyártmányú, kétfedeles vadászrepülőgép az első világháború idején. A háború vége felé, 1918 áprilisában állították hadrendbe az osztrák–magyar és a német légierőnél.

## Története
A Fokker D.VI első prototípusait 1917 végén építették meg. A repülőgép létrehozásánál a Fokker D.VII és a Fokker Dr.I típusokat vették alapul, az előbbitől a szárny elrendezését, míg az utóbbitól a géptörzs és a farokrész alakját örökölte. Az első prototípusba 82 kW-s Oberursel Ur.II motort építettek be, míg a második 119 kW-s Siemens-Halske Sh.III vízhűtéses motort kapott, a sorozatgyártás beindulása után azonban az összes gépet Oberursel Ur.II hajtóművel szerelték fel, elsősorban azért, mert a gazdasági nehézségek miatt már csak ez volt az egyetlen elérhető hajtóműtípus. 
A Fokker D.VI-os 1918. március 15-én teljesítette a hivatalos tesztrepülést, majd áprilisban megkezdték sorozatgyártását, ez egészen augusztusig tartott. Ezalatt összesen 59 példány épült belőle, melyből hetet az Osztrák-Magyar Császári és Királyi Légierő kapott meg. A repülőgép azonban soha nem lett általánosan használt típus, mivel az Oberursel Ur.II hajtómű gyengének bizonyult a bevetéseken. A Fokker D.VI-ot 1918 szeptemberéig alkalmazták frontszolgálatra, majd ezt követően kiképző repülőgépként a háború végéig.

## Használó országok
- Német Birodalom
- Osztrák–Magyar Monarchia